# Ménestreau-en-Villette
Ménestreau-en-Villette település Franciaországban, Loiret megyében. Lakosainak száma 1385 fő (2022. január 1.). Ménestreau-en-Villette Marcilly-en-Villette, Vouzon, La Ferté-Saint-Aubin, Sennely és Vienne-en-Val községekkel határos.

## Népesség
A település népességének változása:
| Lakosok száma | 665  | 1214 | 1296 | 1464 | 1472 | 1471 | 1468 | 1423 | 1401 | 1385 |
|               | 1968 | 1982 | 1990 | 2006 | 2013 | 2015 | 2017 | 2019 | 2020 | 2022 |